# Butina
Butina je priimek več znanih ljudi:
- Boris Butina (1922 - 2008), politik, ekonomist
- Georgina Butina Watson, profesorica urbanega dizajna na School of the Built Environment (Oxford Brookes University)
- Lilijana Butina, županja občine Kostel
- Marko Butina (1950 - 2008), slikar, ilustrator in restavrator
- Milan Butina (1923 - 1999), slikar, scenograf, likovni teoretik, pedagog in publicist
- Tomaž Butina, elektrotehnik, poslovnež; Bridge zveza Slovenije
- Todor Butina, partizan, narodni heroj Jugoslavije
- Vasja Butina (*1947), informatik, menedžer, politik, rodoslovec